# Chris Morris (labdarúgó)
Christopher Barry Morris (Newquay, 1963. december 24. –) ír válogatott labdarúgó.

## Pályafutása

### Klubcsapatban
1982-ben kezdte a pályafutását a Sheffield Wednesday csapatában, ahol 5 szezont játszott. 1987 és 1992 között a Celtic játékosa volt. Az 1987–88-as szezon végén skót bajnoki címet szerzett és kupagyőztes lett csapatával. 1992 és 1997 között a Middlesbrough csapatában játszott, mellyel 1995-ben megnyerték a másodosztályt és feljutottak a Premier League-be.

### A válogatottban
1987 és 1993 között 35 alkalommal szerepelt az ír válogatottban. Részt vett az 1988-as Európa-bajnokságon és az 1990-es világbajnokságon.

## Sikerei, díjai
Celtic
- Skót bajnok (1): 1987–88
- Skót kupa (2): 1984–85, 1988–89

Middlesbrough
- Angol másodosztály (1): 1994–95
- Angol ligakupadöntős (1): 1996–97
- Angol kupadöntős (1): 1996–97